# Aeroportul Municipal Hazleton
Aeroportul Municipal Hazleton (IATA: HZL, ICAO: KHZL, FAA LID: HZL) este un aeroport din Luzerne, Pennsylvania, Statele Unite ale Americii ce deservește zona Hazleton⁠(d). Aeroportul a fost tranzitat în 2019 de 2 pasageri. A fost numit după zona deservită.
Situat la o altitudine de 489 m, aeroportul dispune de 1 pistă.

## Infrastructură

### Piste
Aeroportul dispune de o singură pistă. Pista 10/28 are suprafața de asfalt și dimensiunile 4.898 picioare × 100 picioare. 